# Eupetaurus
Eupetaurus és un gènere d'esquirols voladors oriünds dels marges occidentals, nord-centrals i sud-orientals de l'Himàlaia (oest de Bhutan, nord de l'Índia, nord del Pakistan, centre-sud del Tibet i sud-oest de la Xina). Els representants d'aquest grup es troben entre els esquirols voladors més grossos que hi ha i tenen el pelatge llarg, espès i suau. Consumeixen principalment aliments abrasius. Era considerat un tàxon monotípic fins al 2021, quan se'n descrigueren dues noves espècies.